# Parco dell'Orecchiella
El Parque de la Orecchiella (en italiano: Parco dell'Orecchiella) es un parque en las laderas de los Apeninos de Garfagnana en la región de la Toscana, en el centro de Italia, (en las poblaciones de Piazza al Serchio, San Romano, Sillano y Villa Collemandina). Es una reserva de vida silvestre, protegida por el Corpo forestale dello Stato. El parque se encuentra subdividido en tres reservas naturales: "l'Orecchiella", "la Pania di Corfino," y "Lama Rossa."
El parque incluye grandes formaciones de hayas, castaños, y abetos. La fauna consiste en especies de los bosques tal como lobo italiano, osos, verraco salvaje, ciervos, y muflones europeos. El área también se caracteriza por sus aves rapaces, incluyendo halcones y águilas reales. 
El Centro de Visitantes del Departamento Forestal del Estado, incluye un museo de historia natural y un museo de rapaces. El parque también incluye una reserva-jardín de montaña (Jardín Montano de la Orecchiella) y un jardín botánico (Jardín Botánico Pania di Corfino), que contienen muchas especies de plantas típicas de ambientes montañosos: plantas herbáceas anuales y perennes, arbustos, y árboles característicos del hábitat de los Apeninos.